# Trachykele blondeli
Trachykele blondeli är en skalbaggsart som beskrevs av Sylvain Auguste de Marseul 1865. Trachykele blondeli ingår i släktet Trachykele och familjen praktbaggar.

## Underarter
Arten delas in i följande underarter:
- T. b. juniperi
- T. b. cupreomarginata
- T. b. blondeli